# 63. ceremonia wręczenia nagród Grammy
63. ceremonia wręczenia nagród Grammy, prestiżowych amerykańskich nagród muzycznych wręczanych przez Narodową Akademię Sztuki i Techniki Rejestracji odbyła się w niedzielę, 14 marca 2021 roku. Gala ta miała miejsce po raz dwudziesty na arenie Staples Center w Los Angeles w Kalifornii. Podczas ceremonii zostały rozdane honoraria dla muzyków za ich najważniejsze osiągnięcia w przedziale od 1 września 2019 do 31 sierpnia 2020. Nominacje zostały ogłoszone w czasie transmisji na żywo 24 listopada 2020 roku przez tymczasowego prezesa akademii Harveya Masona Jr. Najwięcej nominacji uzyskała Beyoncé – 9, tuż za nią z 6 nominacjami znaleźli się Dua Lipa, Roddy Ricch oraz Taylor Swift.
Uroczystość pierwotnie zaplanowano na 31 stycznia 2021 roku, jednak na początku stycznia organizatorzy przełożyli ceremonię na 14 marca 2021 roku z powodu wzrostu liczby przypadków COVID-19 w hrabstwie Los Angeles, a także obaw związanych ze zdrowiem i bezpieczeństwem.

## Nagrody i nominacje
Zwycięzcy zostali wymienieni jako pierwsi oraz wyróżnieni pogrubioną czcionką

### Obszar generalny
| Nagranie roku | Album roku |
| --- | --- |
| - „Everything I Wanted” – Billie Eilish - „Black Parade” – Beyoncé - „Colors” – Black Pumas - „Rockstar” – DaBaby (featuring Roddy Ricch) - „Say So” – Doja Cat - „Don’t Start Now” – Dua Lipa - „Circles” – Post Malone - „Savage” – Megan Thee Stallion (featuring Beyoncé)   | - Folklore – Taylor Swift - Chilombo – Jhené Aiko - Black Puma – Black Pumas - Everyday Life – Coldplay - Djesse Vol. 3 – Jacob Collier - Women in Music Pt. III – Haim - Future Nostalgia – Dua Lipa - Hollywood’s Bleeding – Post Malone |
| Piosenka roku | Najlepszy nowy artysta |
| - „I Can’t Breathe” – H.E.R. - „Black Parade” – Beyoncé - „The Box” – Roddy Ricch - „Cardigan” – Taylor Swift - „Circles” – Post Malone - „Don’t Start Now” – Dua Lipa - „Everything I Wanted” – Billie Eilish - „If the World Was Ending” – JP Saxe (featuring Julia Michaels) | - Megan Thee Stallion - Phoebe Bridgers - Ingrid Andress - Doja Cat - Kaytranada - Noah Cyrus - Chika - D Smoke |

### Pop
| Najlepszy występ popowy, solo | Najlepszy występ popowy w duecie/grupowy |
| --- | --- |
| - „Watermelon Sugar” – Harry Styles - „Yummy” – Justin Bieber - „Cardigan” – Taylor Swift - „Everything I Wanted” – Billie Eilish - „Don’t Start Now” – Dua Lipa - „Say So” – Doja Cat                                | - „Rain On Me” – Lady Gaga & Ariana Grande - „Un Dia (One Day)” – J Balvin, Dua Lipa, Bad Bunny & Tainy - „Intentions” – Justin Bieber ft. Quavo - „Dynamite” – BTS - „Exile” – Taylor Swift ft. Bon Iver |
| Najlepszy popowy album tradycyjny | Najlepszy album popowy |
| - American Standard – James Taylor - Blue Umbrella – (Burt Bacharach &) Daniel Tashian - True Love: A Celebration of Cole Porter – Harry Connick, Jr. - Unfollow the Rules– Rufus Wainwright - Judy – Renée Zellweger | - Future Nostalgia – Dua Lipa - Fine Line – Harry Styles - Folklore – Taylor Swift - Chromatica – Lady Gaga - Changes – Justin Bieber                                                                     |

### Dance/Electronic
| Najlepsze nagranie muzyki dance | Najlepszy album muzyki dance/elektronicznej                                                              |
| --- | --- |
| - „10%” – Kaytranada (featuring Kali Uchis) - „On My Mind” – Diplo & Sidepiece - „My High” – Disclosure, Aminé & Slowthai - „The Difference” – Flume (featuring Toro y Moi) - „Both of Us” – Jayda G | - Bubba – Kaytranada - Kick I – Arca - ENERGY – Disclosure - Planet’s Mad – Baauer - Good Faith – Madeon |

### Rock
| Najlepszy występ rockowy | Najlepszy występ metalowy |
| --- | --- |
| - „Shameika” – Fiona Apple - „Not” – Big Thief - „Kyoto” – Phoebe Bridgers - „The Step” – Haim - „Stay High” – Brittany Howard - „Daylight” – Grace Potter | - „Bum-Rush” – Body Count - „Underneath” – Code Orange - „The In-Between” – In This Moment - „Bloodmoney” – Poppy - „Executioner’s Tax (Swing of the Axe) – Live” – Power Trip |
| Najlepsza piosenka rockowa | Najlepszy album rockowy |
| - „Stay High” – Brittany Howard - „Kyoto” – Phoebe Bridgers - „Lost in Yesterday” – Tame Impala - „Not” – Big Thief - „Shameika” – Fiona Apple             | - The New Abnormal – The Strokes - A Hero’s Death – Fontaines D.C. - Kiwanuka – Michael Kiwanuka - Daylight – Grace Potter - Sound & Fury – Sturgill Simpson                   |

### Rap
| Najlepszy występ rapowy | Najlepszy występ rapowy/śpiewany |
| --- | --- |
| - „Savage” – Megan Thee Stallion (featuring Beyoncé) - „Dior” – Pop Smoke - „Deep Reverence” – Big Sean & Nipsey Hussle - „BOP” – DaBaby - „Whats Poppin” – Jack Harlow - „The Bigger Picture” – Lil Baby           | - „Lockdown” – Anderson Paak - „Highest in the Room” – Travis Scott - „Laugh Now Cry Later” – Drake & Lil Durk - „ROCKSTAR” – DaBaby & Roddy Ricch - „The Box” – Roddy Ricch |
| Najlepsza piosenka rapowa | Najlepszy album hip-hopowy |
| - „Savage” – Megan Thee Stallion (featuring Beyoncé) - „The Box” – Roddy Ricch - „The Bigger Picture” – Lil Baby - „Laugh Now Cry Later” – Drake (featuring Lil Durk) - „ROCKSTAR” – DaBaby (featuring Roddy Ricch) | - King’s Disease – Nas - ALFREDO – Freddie Gibbs & The Alchemist - Black Habits – D Smoke - A Written Testimony – Jay Electronica - The Allegory – Royce da 5'9"             |

### R&B
| Najlepsza piosenka R&B | Najlepszy album R&B |
| --- | --- |
| - „Better Than I Imagine” – Robert Glasper featuring H.E.R. & Me’shell Ndegeocello - „Black Parade” – Beyoncé - „Collide” – Tiana Major9, Earthgang - „Do It” – Chloe x Halle - „Slow Down” – Skip Marley, H.E.R. | - Bigger Love – John Legend - Happy 2 Be Here – Ant Clemons - Take Time – Giveon - To Feel Love/D – Luke James - All Rise – Gregory Porter                                                                   |
| Najlepszy występ R&B | Najlepszy występ tradycyjny R&B |
| - „Black Parade” – Beyoncé - „Lightning & Thunder” – Jhené Aiko featuring John Legend - „All I Need” – Jacob Collier featuring Mahalia & Ty Dolla $ign - „Goat Head” – Brittany Howard - „See Me” – Emily King    | - „Anything for You” – Ledisi - „Sit On Down” – The Baylor Project featuring Jean Baylor & Marcus Baylor - „Wonder What She Thinks of Me” – Chloe x Halle - „Let Me Go” – Mykal Kilgore - „Distance” – Yebba |
| Najlepszy album typu urban contemporary | |
| - It Is What It Is – Thundercat - Chilombo – Jhené Aiko - Ungodly Hour – Chloe x Halle - Free Nationals – Free Nationals - Fuck Yo Feelings – Robert Glasper                                                      | |

### Country
| Najlepszy występ country, solo | Najlepszy występ country w duecie/grupowy |
| --- | --- |
| - „When My Amy Prays” – Vince Gill - „Stick That in Your Country Song” – Eric Church - „Who You Though I Was” – Brandy Clark - „Bluebird” – Miranda Lambert - „Black Like Me” – Mickey Guyton | - „10,000 Hours” – Dan + Shay & Justin Bieber - „All Night” – Brothers Osborne - „Ocean” – Lady A - „Sugar Coat” – Little Big Town - „Some People Do” – Old Dominion |
| Najlepsza piosenka country | Najlepszy album country |
| - „Crowded Table” – The Highwomen - „Bluebird” – Miranda Lambert - „The Bones” – Maren Morris - „More Hearts Than Mine” – Ingrid Andress - „Some People Do” – Old Dominion                    | - Wildcard – Miranda Lambert - Nightfall – Little Big Town - Never Will – Ashley McBryde - Lady Like – Ingrid Andress - Your Life Is a Record – Brandy Clark         |

### Muzyka alternatywna
| Najlepszy album alternatywny | Najlepszy album alternatywny |
| --- | ---------------------------- |
| - Fetch the Bolt Cutters – Fiona Apple - Hyperspace – Beck Hansen - Punisher – Phoebe Bridgers - Jaime – Brittany Howard - The Slow Rush – Tame Impala |                              |

### Reggae
| Najlepszy album muzyki reggae | Najlepszy album muzyki reggae |
| --- | ----------------------------- |
| - Got to Be Tough – Toots and the Maytals - Upside Down 2020 – Buju Banton - Higher Place – Skip Marley - It All Comes Black to Love – Maxi Priest - One World – Bob Marley and the Wailers |                               |

### World Music
| Najlepszy album World Music | Najlepszy album World Music |
| --- | --------------------------- |
| - Twice as Tall – Burna Boy - Fu Chronicles – Antibalas - Agora – Bebel Gilberto - Love Letters – Anoushka Shankar - Amadjar – Tinariwen |                             |

### Dzieci
| Najlepszy album dziecięcy | Najlepszy album dziecięcy |
| --- | ------------------------- |
| - All the Ladies – Joanie Leeds - Be a Pain: An Album for Young (and Old) Leaders – Alastair Moock And Friends - I’m an Optimist – Dog On Fleas - Songs for Singin' – The Okee Dokee Brothers - Wild Life – Justin Roberts |                           |

### Media wizualne
| Najlepsza ścieżka dźwiękowa do medium wizualnego | Najlepsza ścieżka dźwiękowa – kompilacja do medium wizualnego |
| --- | --- |
| - Joker – Hildur Guðnadóttir - Ad Astra – Max Richter - Becoming. Moja historia – Kamasi Washington - 1917 – Thomas Newman - Gwiezdne wojny: Skywalker. Odrodzenie – John Williams - Chybić Farah - Adel Hakki | - Jojo Rabbit – różni wykonawcy - Cóż za piękny dzień – różni wykonawcy - Bill & Ted Face the Music – różni wykonawcy - Eurovision Song Contest: Historia zespołu Fire Saga – różni wykonawcy - Kraina lodu II – różni wykonawcy - Al Anesa Farah (Music from the Original TV Series) - różni wykonawcy |
| Najlepszy utwór stworzony do medium wizualnego | |
| - „No Time to Die” – Billie Eilish O’Connell i Finneas O’Connell z filmu Nie czas umierać - „Beautiful Ghosts” – Andrew Lloyd Webber i Taylor Swift z filmu Koty - „Carried Me With You” – Brandi Carlile, Phil Hanseroth i Tim Hanseroth z filmu Naprzód - „Into the Unknown” – Kristen Anderson-Lopez i Robert Lopez z filmu Kraina lodu II - „Stand Up” – Joshuah Brian Campbell i Cynthia Erivo z filmu Harriet - „Malyan Hekayat Ya Lil" - Ramage (featuring Nicki Minaj), Ramage, Onika Maraj, Benjamin Levin, Sari Abboud, Wassim Slaibi, Massari, Frank Dukes, Metro Boomin, Louis Bell, Benny Blanco i MAZ z serialu Chybić Farah | |